# Dan hrvatske knjige
Dan hrvatske knjige obilježava se 22. travnja (dan prije svjetskog dana knjige) u spomen na Marka Marulića koji je toga datuma 1501. godine dovršio Juditu. Marulićev je ep, kao prvo veliko autorsko djelo objavljeno na hrvatskom jeziku (do tada je pisao na latinskom), pomoglo stvaranju hrvatskog nacionalnog identiteta i hrvatske kulturne baštine. Dan hrvatske knjige je proglašen 1996. godine, odlukom Sabora Republike Hrvatske. Također se obilježava i Noć knjige.

## Nagrade na Dan hrvatske knjige
Na isti dan 1900. godine, utemeljeno je Društvo hrvatskih književnika, koje od 1997. godine dodjeljuje 3 godišnje nagrade Dana hrvatske knjige, pod pokroviteljstvom Ministarstva kulture Republike Hrvatske: 
- "Judita" – za najbolju knjigu ili studiju o hrvatskoj književnoj baštini,
- "Davidias" – za najbolji prijevod djela iz hrvatske književne baštine na strane jezike ili najbolju knjigu, odnosno, studiju inozemnog kroatista o hrvatskoj književnoj baštini,
- "Slavić" – za najbolji autorski knjigom objavljeni prvijenac.[3][4]

Nagrade se dodjeljuju u Splitu, u sklopu znanstvenoga, književnog i nakladničkog programa Marulićevih dana, a u povodu Dana hrvatske knjige (22. travnja). Sva djela (prvotisak) koja se predlažu za nagrade moraju biti objavljena od 1. siječnja do 31. prosinca prethodne godine. Nagrade se sastoje od povelja i od novčanog iznosa.

### 2024.
Judita – Dino Demicheli: Marko Marulić i epigrafska zbirka Dmine Papalića (Arheološki muzej u Splitu i Javna ustanova u kulturi Zvonimir, Split 2023.)
Davidias – Nicolas Raljević za prijevod trilogije Glembajevih – La Trilogie des Glembay: Messieurs les Glembay, À l'agonie i Léda, Prozor éditions, 2023.
Slavić – Sara Hižman za knjigu pjesama Starorječje (Sveučilište u Zadru – Studentski zbor, Zadar, 2023.)

### 2023.
Judita – Ružica Pšihistal za Studije o Marulićevoj Juditi, Hrvatska sveučilišna naklada, Zagreb, 2022.
Davidias – Guy Spielmann za La comédie ragusaine au tournant des XVIIe et XVIIIe siècles: un faux air de Molière (Dubrovačka komedija na prijelazu XVII. u XVIII. stoljeće: prividni Molière), Prozor-editions, Pariz, Francuska, 2022.
Slavić – Mima Juračak za zbirku kratkih priča Sitan život, Jesenski i Turk, Zagreb, 2022.

### 2022.
Judita – Ilija Crijević: Pjesme Flaviji, prir. i prev. Zrinka Blažević, Matica hrvatska, Zagreb, 2021.
Davidias – Nicolas Raljević za prijevod knjige Dundo Maroje Marina Držića, Prozor-editions, Pariz, Francuska, 2021.
Slavić – Ana Galant za zbirku pjesama Novi raspored, Matica hrvatska, Karlovac, 2021.

### 2021.
Judita – Luko Paljetak za knjigu Književni pretinci, Matica hrvatska, Zagreb, 2020.
Davidias – Maciej Czerwiński za knjigu Čvorovi prijepora. Jezici i znakovi tradicije, ALFA d.d., Zagreb 2020.
Slavić – Lora Tomaš za knjigu Slani zrak, Hena com, Zagreb, 2020.

### 2020.
Judita – pok. akademik Marko Samardžija za knjigu Hrvatska leksikografija. Od početaka do kraja XX. stoljeća, Matica hrvatska, Zagreb, 2019.
Davidias – Leszek Małczak za knjigu Od ideološkoga do subverzivnoga prijevoda: Hrvatsko-poljske kulturne veze od 1944. do 1989. (Alfa, Zagreb, 2019.).
Slavić – Luiza Bouharaoua za knjigu Jesmo li to bili mi (Jesenski i Turk, Zagreb, 2019.).

### 2019.
Judita – Josip Bratulić za knjigu Svetost i čovječnost (Književni krug Split, 2018.) 
Davidias – Boris Perić za knjigu Panorama der zeitgenössischen kroatischen Lyrik, Most /The Bridge / Die Brücke 1-2/2018. (Zagreb, DHK, 2018.)
Slavić – Monika Herceg za zbirku poezije Početne koordinate (SKUD "Ivan Goran Kovačić, 2018.)

### 2018.
Judita – Drago Šimundža za knjigu Marko Marulić, pjesnik i didaktičar.
Davidias – nije dodjeljena
Slavić – Luka Vukušić za zbirku priča Vatra u snijegu

### 2017.
Judita – Irena Bratičević za knjigu Via veritas/Put vrline. Epigramski opus Rajmunda Kunića' (Sv. 2)
Davidias – Boris Perić za prijevod zbirke pjesama Miroslava Krleže Balade Petrice Kerempuha na njemački jezik s naslovom Miroslav Krleža: Die Balladen des Petrica Kerempuh
Slavić – Kristina Gavran za knjigu kratkih priča Kiša u Indiji, ljeto u Berlinu

### 2016.
Judita – Darko Novaković za knjigu U krilu vile Latinke. Rasprave o hrvatskom humanizmu, Ex libris, Zagreb, 2015. 
Davidias – Renate Lachmann za knjigu Od ljubavi do nostalgije. Ogledi o hrvatskoj književnosti, Matica hrvatska, Zagreb, 2015. 
Slavić – Tanja Belobrajdić za roman Crni kaput, Gradska knjižnica Vukovar, 2015.

### 2015.
Judita – Marijana Tomić za knjigu Hrvatskoglagoljski brevijari na razmeđu rukopisne i tiskane tradicije, Zagreb, Naklada Ljevak, 2014. 
Davidias – Jugoslav Gospodnetić (postumno) za izbor i prijevod A. G. Matoš: La rose mystériuse: 49 poèmes – Tajanstvena ruža: 49 pjesama, Ottawa – Canada, Dominis Publishing, 2014. 
Slavić – Goran Gatalica za knjigu pjesama Krucijalni test, Daruvar, Ogranak Matice hrvatske u Daruvaru, 2014. 

### 2014.
Judita – Stipe Botica za knjigu Povijest hrvatske usmene književnosti, Zagreb, Školska knjiga, 2013
Davidias – Franz Posset za knjigu Marcus Marulus and the Biblia latina of 1489, An Approach to his Biblical Hermeneutich, Köln, Böhlau Verlag Weimar Wien, 2013. 
Slavić – Karmela Špoljarić za knjigu Nije ovo Twin Peaks, Zagreb, AGM, 2013.

### 2013.
Judita – Josip Lisac za knjigu Dvije strane medalje (dijalektoški i jezičnopovijesni spisi o hrvatskom jeziku), Split, Književni krug Split, 2012.
Davidias – nije dodjeljena    
Slavić – Tamara Bakran za knjigu pjesama Mjesečevo cvijeće, Zagreb – Hrvatska Kostajnica, Meandarmedia & Društvo prijatelja knjige Milivoj Cvetnić, 2012.

### 2012.
Judita – Stipe Botica za knjigu Biblija i hrvatska tradicijska kultura, Školska knjiga, Zagreb, 2011.
Davidias – Vladimir Bubrin i Vinko Grubišić za antologije Croatian renaissance poetry i Croatian renaissance plays, “Jurnal of Croatian Studies” XLIV-XLVI (2004-2005) i XLVII (2006), Annual Review of the Croatian Academy of America, Inc. New York, 2011.
Slavić – Ankica Tomić za roman Naročito ljeti, V.B.Z., Zagreb, 2011.

### 2011.
Judita – Amir Kapetanović, Dragica Malić i Kristina Štrkalj Despot za knjigu Hrvatsko srednjovjekovno pjesništvo: Pjesme, plačevi i prikazanjana starohrvatskom jeziku; Institut za hrvatski jezik i jezikoslovlje, Zagreb, 2010.
Davidias – István Lőkös za knjigu Pristupi Gjalskom ; Maticahrvatska, Zagreb, 2010.
Slavić – Tanja Mravak za knjigu Moramo razgovarati; Algoritam, Zagreb, 2010. 

### 2010.
Judita – Leo Rafolt za knjigu Drugo lice drugosti, Disput d.o.o., Zagreb, 2009.
Davidias – Rosanna Morabito i Suzana Glavaš za prijevod na talijanski jezik i studiju o hrvatskoj književnoj baštini Marino Darsa Raguseo L'AVARO (Marin Držić „Skup“), Argo s.c.r.l., Lecce, 2009.
Slavić – Stjepo Martinović za knjigu proze Oči svete Lucije, V.B.Z. d.o.o., Zagreb, 2009. 

### 2009.
Judita – Radoslav Katičić za knjigu Božanski boj; Tragovima svetih pjesama naše pretkršćanske starine, Ibis grafika&Katedra Čakavskog sabora Općine Mošćenička Draga&Odsjek za etnologiju i kulturnu antropologiju Filozofskog fakulteta Sveučilišta u Zagrebu, Zagreb/Mošćenička Draga, 2008. 
Davidias – Matica makedonska za objavljivanje knjige prijevoda na makedonski jezik Marin Držić: Komedii i pastorali, Skopje, 2008.
Slavić – Hrvoje Tutek za zbirku pjesama Cirkular, Naklada Aora, Zagreb, 2008.

### 2008.
Judita – Milovan Tatarin za knjigu Ljubavi nebeske, ljubavi zemaljske: Prilozi hrvatskoj nabožnoj književnosti 18. stoljeća, Zagreb, Disput, 2007. 
Davidias – István Lőkös za knjigu Marko Marulić: Zsuzsánna Jeruzslálem városálem vának panasza Imádság a török ellen, (prijevod Marulićev djela “Suzana”, “Tuženje grada Hjerozolima” i “Molitva suprotiva Turkom” na mađarski jezik), Eötvös József Könykiadó, Budapest, 2007.
Slavić – Nada Gašić za knjigu Mirna ulica, drvored, Zagreb, Algoritam, 2007.

### 2007.
Judita – Ivan J. Bošković: za knjigu Orjuna – ideologija i književnost, (Hrvatska sveučilišna naklada, Zagreb, 2006.)
Davidias – Ljiljana Avirović: za studiju o hrvatskim prijevodima Danteove Božanstvene komedije u knjizi La Divina traduzione. Tradurre in croato dall' italiano, (HEFTI-Centro Studio Croato-Italiani – Ruggero Boscovich- Università degli studi di Trieste, Milano-Zagreb, 2006.)
Slavić – Yves-Alexandre Tripković: za knjigu Hermesov poučak, (Zigo, Rijeka, 2006.)

### 2006.
Judita – Nikica Kolumbić: Poticaji i nadahnuća – Studije i eseji iz starije hrvatske književnosti, Zagreb, Dom i svijet, 2005.
Davidias – Ruggero Cattaneo: za talijanski prijevod i izdanje djela Dubravko Jelčić: Storia della letteratura croata, Milano, Guèpard Noir Edizioni, 2005.
Slavić – Svjetlan Lacko Vidulić: za knjigu Muke Mikuline, Zagreb, AGM, 2005.

### 2005.
Judita – Mirko Tomasović: Vila Lovorka, Split, Književni krug, 2004.
Davidias – Silvio Ferrari: za prijevod na talijanski jezik knjige Ive Fangeša L'elegia veneziana di Kranjčević, Il crollo del Campanele, 1902, Edizioni San Marco dei Giustiniani iz Genove, 2004.
Slavić – Suzana Abspoel Đođo: za knjigu Snajperist, Zagreb, Meandar, 2004.

### 2004.
Judita – Dunja Fališevac: Kalioptin vrt II – Studije o poetičnosti i ideološkim aspektima hrvatske epike; Split, Književni krug, 2003.
Davidias – Vanda Mikšić: Points d’exclamation (prijevod antologije suvremenog hrvatskog pjesništva “Uskličnici” Tonka Maroevića na francuski jezik); Pariz, Nakladnik Caractères, 2003.
Slavić – Slađana Bukovac za roman Putnici; Zagreb, Meandar, 2003.

### 2003.
Judita – Nikola Batušić: Starija kajkavska drama, Zagreb, Disput, 2002.
Davidias – Francisco Javier Juez Gálvez, za monografski broj časopisa Studia Croatica, (revista de estudios políticos y culturales), posvećen Marku Maruliću, Buenos Aires, XLIII, (2002), br. 145 (142 str.)
Slavić – Franc Rotter: Croatia liberata Eisenstadt/Željezno, Hrvatsko štamparsko društvo, 2002.

### 2002.
Judita – Milan Moguš: Rječnik Marulićeve Judite, Zagreb, Institut za hrvatski jezik i jezikoslovlje. 2001.
Davidias – Luciana Borsetto: za prijevod Marulićeve Judite na talijanski jezik, Milano, Hefti, 2001.
Slavić – Gordan Nuhanović: Liga za opstanak, Zagreb, Pop & Pop, 2001.

### 2001.
Judita – Šime Jurić: Iz muzeja hrvatske knjige, Zagreb, Matica hrvatska, 2000.
Davidias – Krystyna Pieniążek: Pjesničko stvaralaštvo Antuna Branka Šimića, Zagreb, Matica hrvatska, 2000.
Slavić – Igor Štiks: Dvorac u Romagni, Zagreb, Durieux, 2000.

### 2000.
Judita – Mirko Tomasović: Marko Marulić Marul; Zagreb, Split, Erasmus Naklada, Zagreb/Književni krug Split-Marulinaum, Split/Zavod za nanost o književnosti Filozofskog fakulteta u Zagrebu, 1999.
Davidias – Fedora Ferluga Petronio: Grčko-latinski izvori u Junija Palmotića, Rijeka, Hrvatsko filološko društvo, 1999.
Slavić – Dražen Stojčić: Zabranjeno područje, Osijek, Svjetla grada, 1999.

### 1999.
Judita – Radoslav Katičić: Litterarum studia; Zagreb, Matica hrvatska, 1998.
Davidias – Joanna Rapacka: Zaljubljeni u vilu; Split, Književni krug Split, 1998.
Slavić – Ana Brnardić: Pisaljka nekog mudraca; Zagreb, SKUD “Ivan Goran Kovačić”, 1998.

### 1998.
Judita – Branimir Glavičić: Marulićev latinski rječnik; Split, Književni krug Split, 1997.
Davidias – JáN Jankovič: Chorvátska literatúra v slovenskej kultúre I.; Bratislava, Ústav svetovej literatúry SAV, 1997.
Slavić – Romeo Mihaljević: Anđeoska konverzacija; Zagreb, Mozaik knjiga, 1997.

### 1997.
Judita – Pavao Pavličić: Studije o Osmanu; Zagreb, Zavod za znanost o književnosti, 1996.
Davidias – István Lőkös: A horvát irodalom története; Budapest, Nemzeti Tankönyvkiadó, 1996.
Slavić – Maro Pitarević: Harlekin; Zagreb, Ceres, 1996.

## Vanjske poveznice
- Prigodni program DHK (Youtube video snimka)